# Semàfor (alfabet)
|  | No s'ha de confondre amb semàfor. |

El semàfor o alfabet semàfor (en anglès flag semaphore o semàfor de banderes) és un sistema de comunicació en el que s'utilitzen banderoles i la posició dels braços per a representar cada lletra de l'alfabet, inclòs en el codi internacional de senyals de la OMI (Organització Marítima Internacional). És un sistema per usar durant el dia, ja que s'utilitzen banderoles per identificar clarament la posició dels braços (per a comunicació nocturna és preferible emprar torxes en comptes de banderoles o utilitzar el codi morse amb una llanterna o una altra font de llum).
Originalment es va crear per representar l'alfabet anglès, per la qual cosa no inclou caràcters no anglesos i fins al dia d'avui no hi ha consens sobre com fer-ho, la qual cosa ha originat nombroses "solucions" que no han estat acceptades universalment. Al principi el seu ús va ser militar, però actualment forma part de l'entrenament del Club de Conqueridors de l'Església Adventista del Setè Dia, així com dels scouts en ser inclòs per Baden-Powell en "Escoltisme per a nois".

## Alfabet
Una de les formes més senzilles d'aprendre l'alfabet semàfor és dividir-ho en quatre seccions (o "voltes", en l'entès que recorden les voltes de les manetes del rellotge). A continuació, l'alfabet semàfor es presenta tal com ho veu el subjecte que rep el missatge, diferenciat cada "volta":
| Posició de descans | Inici o final de números | Error | Cancel·lar |

Primera volta
| A / 1 | B / 2 | C / 3 / Rebut/Correcte | D / 4 | I / 5 | F / 6 | G / 7 |

Segona volta
| H / 8 | I / 9 | J / Inicien o finalitzen lletres | K / Zero |  | M |  |

Tercera volta
| O |  |  | R |  | T | O |

Quarta volta
|  | W | X | I | Z |

## Emissió i recepció de missatges
Quan es transmet un missatge ha de prendre's la posició de descans només quan es finalitza una paraula. Dins d'una paraula es va d'una lletra a una altra sense passar per la posició de descans, mantenint la lletra durant 3 a 5 segons. Per a una comunicació més fluïda entre el receptor i l'emissor, es recomana que els equips estiguin formats per dues persones: una amb les banderes (encarregada d'emetre el missatge) i l'altra amb quadern i llapis (per anotar el missatge rebut). Igual que en el codi morse, existeixen convencions per iniciar i acabar un missatge:
| Signe           | Ús i significat                                                             |
| --------------- | --------------------------------------------------------------------------- |
| VE VE           | Atenció (llest per iniciar missatge)                                        |
| K               | Llest per rebre (resposta a "atenció" si s'està llest per rebre)            |
| Q               | Esperar (resposta a "atenció" si no s'està llest per rebre)                 |
| EEEEEEEE (8 És) | Error (pot usar-se en reemplaçament del senyal inclòs més amunt)            |
| A               | Entès (usada per contestar tots els senyals si no s'especifica el contrari) |
| AR AR           | Fi del missatge                                                             |
| A               | Missatge rebut (resposta a "fi del missatge")                               |